# Jūrmala
Jūrmala é uma cidade independente da Letônia localizada na região de Riga. 
Jūrmala (população 55.602 em 1/1/2006), significa “litoral” ou “praia” em Letão, é uma cidade da Letônia, próxima da capital, Riga. Jūrmala é uma cidade que se espalha por uma área de 32 quilômetros, entre o golfo de Riga e o rio Lielupe. Antes da Letônia se tornar um país independente, em 1991, Jūrmala, como todas as outras cidades letãs, era parte da União Soviética, e a cada verão era visitada por oficiais de alta patente do partido comunista, sendo um destino favorito de autoridades como Brezhnev e Khrushchev. Ainda existem ali grandes casas de praia, hotéis e spas, muitos, porém, degradados ou em reforma. Jūrmala ainda é uma das principais cidades turísticas da Letônia, com suas longas praias que se abrem para o golfo de Riga e suas românticas casas de madeira em estilo art nouveau. 
Os visitantes podem chegar a Jūrmala a partir de Riga, utilizando-se de trem ou ônibus, levando em torno de 20 a 40 minutos. 
Especialmente em publicações que datam do período soviético, a cidade aparece ocasionalmente com o nome de "Yurmala", devido a uma transliteração incorreta do nome da cidade em russo. 
Jūrmala é o local de nascimento do astronauta Alexander Kaleri.

## História

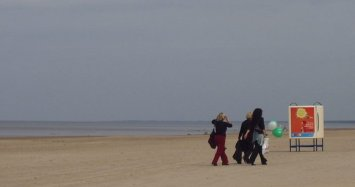
Praia de Majori

A área que compreende agora a cidade de Jūrmala era, anteriormente, parte da cidade de Riga. Alguns distritos de Jūrmala, como Sloka e Íemeri, foram conhecidas por séculos como regiões privilegiadas por seu clima e condições gerais benéficas à saúde. Como uma grande parte de sua área foi colonizada por alemães do Báltico, Jûrmala ficou conhecido em alemão como a "Costa de Riga", ou “praia de Riga”. A cidade de Jûrmala consiste em um conjunto de pequenos distritos. Do oeste ao leste, estes incluem Íemeri, Jauníemeri, Sloka, Kauguri, Vaivari, Asari, Melluþi, Pumpuri, Jaundubulti, Dubulti, Majori, Dzintari, Bulduri e Lielupe. 
Após a independência da Letônia, em 1991, o Letão  tornou-se a língua oficial. A língua russa, oficializada no período de ocupação soviética (1940-1991), foi banida das escolas e dos lugares do trabalho. Jūrmala era popular entre os oficiais comunistas por causa de suas praias, freqüentadas durante os feriados por membros do primeiro escalão do governo soviético. Seus spas oferecem de banhos da lama a passeios a cavalo, além de caminhadas pela mata. Entretanto, a reputação da cidade como spa começou bem antes da era soviética. Latifundiários ricos do século XIX começaram essa tradição, e os oficiais russos de alta patente do século XIX utilizaram a cidade para recuperar-se de seus ferimentos na guerra Napoleónica de 1812, retornando mais tarde com suas famílias. A Letônia, vale lembrar, fez parte da Rússia de 1721 (Tratado de Nystad) até 1918, ano em que a Rússia saiu da I Grande Guerra Mundial.
A Letônia declarou-se independente da URSS em 1991, e as placas em russo foram removidas das ruas e das escolas. Jūrmala foi afetada por esta mudança, deixando de ser um balneário freqüentado pela elite russa. Se Riga avança rapidamente para se consolidar como um destino turístico europeu, Jūrmala ainda segue lentamente nessa direção. Os russos estão agora sujeitos às exigências de visto, e trazer mais turistas para suas praias tem-se mostrado um desafio e uma tarefa ainda a cumprir. No entanto, a cidade tem uma lista oficial de 414 edifícios históricos sob proteção, contando ainda com cerca de 3.500 estruturas de madeira em iguais condições. 
As praias principais estão situadas em Majori e em Bulduri, carregando as eco-bandeiras azuis que sinalizam sua segurança para nadar e onde a Academia Letã de Ciência exibe orgulhosamente um hotel para seus membros. Há também o Festival de Verão em junho que comemora o dia mais longo do ano (o solstício de verão, em 21 de junho) em que o céu praticamente jamais se escurece por inteiro, além de festivais de música. A região constitui-se assim em um dos destaques turísticos da Letônia.